# Одо (музыкант)
О́до, Одо́н (лат. Odo, Oto, Otto) — имя нескольких итальянских церковных музыкантов и теоретиков музыки конца X — начала XI веков.

## История вопроса
Ряд небольших музыкально-теоретических трактатов начиная со Средних веков вплоть до конца XX века приписывался богослову и реформатору монашеского движения Одо Клюнийскому. Именно с такой атрибуцией «Одоновы» тексты в XVIII веке были напечатаны в первом томе популярной антологии Мартина Герберта «Scriptores ecclesiastici de musica sacra potissimum» (далее — GS I). В XX веке в качестве авторов рассматривались разные личности под именем «Одо». Позднейшие исследования медиевистов XX–XXI вв. показали, что эти труды созданы разными авторами в Италии: одного из них принято теперь называть Одо Аретинским (конец X в.), прочих — Псевдо-Одо (ок. 1000 г.). Крупный западный палеограф Мишель Югло в статьях 1969 и 1971 годов высказал предположение, что тонарий Одо Аретинского и трактаты Псевдо-Одо послужили источниками новаторского учения Гвидо Аретинского, при этом в своих предположениях он не выходил за пределы «источниковедческих» аргументов. Установление взаимоотношений между текстами «Псевдо-Одо» и текстами Гвидо Аретинского — предмет непрекращающейся полемики и в XXI веке.

## Идентификация
Примечание. Стандартная аббревиатура для описываемого текста приведена по каталогу Lexicon musicum Latinum Medii Aevi (LmL Архивная копия от 25 июля 2017 на Wayback Machine) Баварской академии наук.
1. Odo Aret. Тонарий с прологом некоего «аббата Одо», предположительно из Ареццо (отсюда Odo Aretinus, Одо Аретинский). Инципит: Formulas quas vobis. Дата: конец X в. Публикация пролога: GS I, 248-250. Оригинал не сохранился. Публикация поздней редакции тонария: CS II, 81-109, где примеры распевов даны в стандартной квадратной нотации[5].
2. Ps.-Odo mus. Заголовка нет. Инципит: Musicae artis disciplina. Дата: около 1000[6]. Происхождение: Ломбардия[7]. Сохранился в 7 рукописях XI—XV вв.[8] Публикации: GS I, 265-283a (рукопись, по которой издавал Герберт, утрачена во время Второй мировой войны); Ryan 2013 (с английским переводом); Брат Пётр, 2019 (с русским переводом). Автор этого трактата обнаруживает изрядные познания в античной филологии и литературе: описывая греческий термин «полутон» (др.-греч. ἡμιτόνιον), он говорит о «буквах с придыханием» (в оригинале — aspirationis litterae), использует буквы греческого алфавита для верхнего регистра своего диатонического звукоряда (др.-греч. α, β, ε, δ), в качестве примера мелодии квинтового диапазона приводит (редкую и нелитургическую) песню на стихи из «Утешения Философией» Боэция («Bella bis quinis»), пользуется крылатыми латинскими выражениями (например, stultissimus grammaticorum est sapientissimus rusticorum[9] — из грамматики Элия Доната) и т.д.
3. Ps.-Odo dial. Заголовок: Dialogus de musica (Диалог о музыке). Инципит: Quid est musica? Veraciter canendi scientia. Дата: около 1000[6]. Происхождение: Ломбардия[10]. Трактат сохранился более чем в 50 средневековых копиях. Публикации: GS I, 252-264; De Nardo, 2007 (с итальянским переводом); Брат Михаил, 2001 (с русским переводом). Критического издания нет. Один из важнейших анонимных музыкальных трактатов Средневековья. Содержит классическое определение церковного тона (tonus vel modus est regula quae de omni cantu in fine dijudicat). Описывая звуковую систему церковной монодии, автор пользуется латинской «октавной» буквенной нотацией от A до G, при этом включает в неё двойную ступень b/h[11] (в современной гармонии описываемый Одоном звукоряд григорианского хорала называют миксодиатоническим). Некоторые исследователи полагают, что Гвидо Аретинский заимствовал метод ускоренного разучивания распевов через буквенную нотацию именно из «Диалога»[12].
4. Ps.-Odo prol. Заголовка нет. Инципит: Petistis obnixe, сarissimi fratres. Дата: около 1000, Италия. Первое издание: GS I, 251-252. Критическое издание выполнил М. Югло (Huglo 1971)[13]. Этот текст, лишённый музыкально-теоретической конкретики, по всей вероятности, представляет собой краткий пролог к «Диалогу»[14]. Отдельные фразы обнаруживают сходство с фразами из «Микролога» и «Пролога к антифонарию» Гвидо Аретинского.